# Бардешти (Муреш)
Бардешти (рум. Bărdești) насеље је у Румунији у округу Муреш у општини Сантана де Муреш. Oпштина се налази на надморској висини од 343 m.

## Становништво
Према подацима из 2002. године у насељу је живело 419 становника.

### Попис2002.
| Расподела становништва по националности 2002.‍ | Расподела становништва по националности 2002.‍ | Расподела становништва по националности 2002.‍ | Расподела становништва по националности 2002.‍ | Расподела становништва по националности 2002.‍ |
| --------------------------------------------- | --------------------------------------------- | --------------------------------------------- | --------------------------------------------- | --------------------------------------------- |
|                                               |                                               |                                               |                                               |                                               |
| Румуни                                        | Румуни                                        |                                               | 391                                           | 94,4%                                         |
| Роми                                          | Роми                                          |                                               | 23                                            | 5,6%                                          |